# Ragazer Blanken
Ragazer Blanken är en bergstopp i Österrike.   Den ligger i distriktet Bregenz och förbundslandet Vorarlberg, i den västra delen av landet, 500 km väster om huvudstaden Wien. Toppen på Ragazer Blanken är 2 051 meter över havet, eller 223 meter över den omgivande terrängen. Bredden vid basen är 3,3 km. Ragazer Blanken ingår i Kanisfluh.
Terrängen runt Ragazer Blanken är bergig åt nordost, men åt sydväst är den kuperad. Runt Ragazer Blanken är det ganska glesbefolkat, med 47 invånare per kvadratkilometer.. Närmaste större samhälle är Dornbirn, 14,7 km nordväst om Ragazer Blanken. 
I omgivningarna runt Ragazer Blanken växer i huvudsak blandskog.